# Plaza Putra
La plaza Putra (en malayo: Dataran Putra) es una plaza ubicada frente el complejo de oficinas del primer ministro, el edificio llamado Perdana Putra en Putrajaya, Malasia. La plaza se utiliza para los festivales, como el desfile del Día de la Independencia de Malasia. El espacio circular de 300 metros está delimitado por Perdana Putra, la mezquita Putra, el puente de Putra y un centro comercial.
Diseñada como dos plazas concéntricas rodeadas del parque Putra Perdana, la zona ceremonial circular es un paisaje abierto rodeado por "charbaghs", que actúan como transición entre los parques y el área ceremonial. Dentro de los charbaghs hay una serie de caminos, canales de agua, flores y árboles.